# Hylogomphus parvidens
Hylogomphus parvidens – gatunek ważki z rodziny gadziogłówkowatych (Gomphidae). Występuje w południowo-wschodnich i wschodnich USA; stwierdzony na terenie stanów Tennessee, Wirginia, Karolina Południowa, Karolina Północna, Maryland, Georgia i Alabama.